# Sveriges damlandskamper i fotboll 2003
Sveriges damlandskamper i fotboll 2003 omfattade bland annat VM i USA där Sverige besegrades av Tyskland i finalen efter ett golden goal.

## Matcher

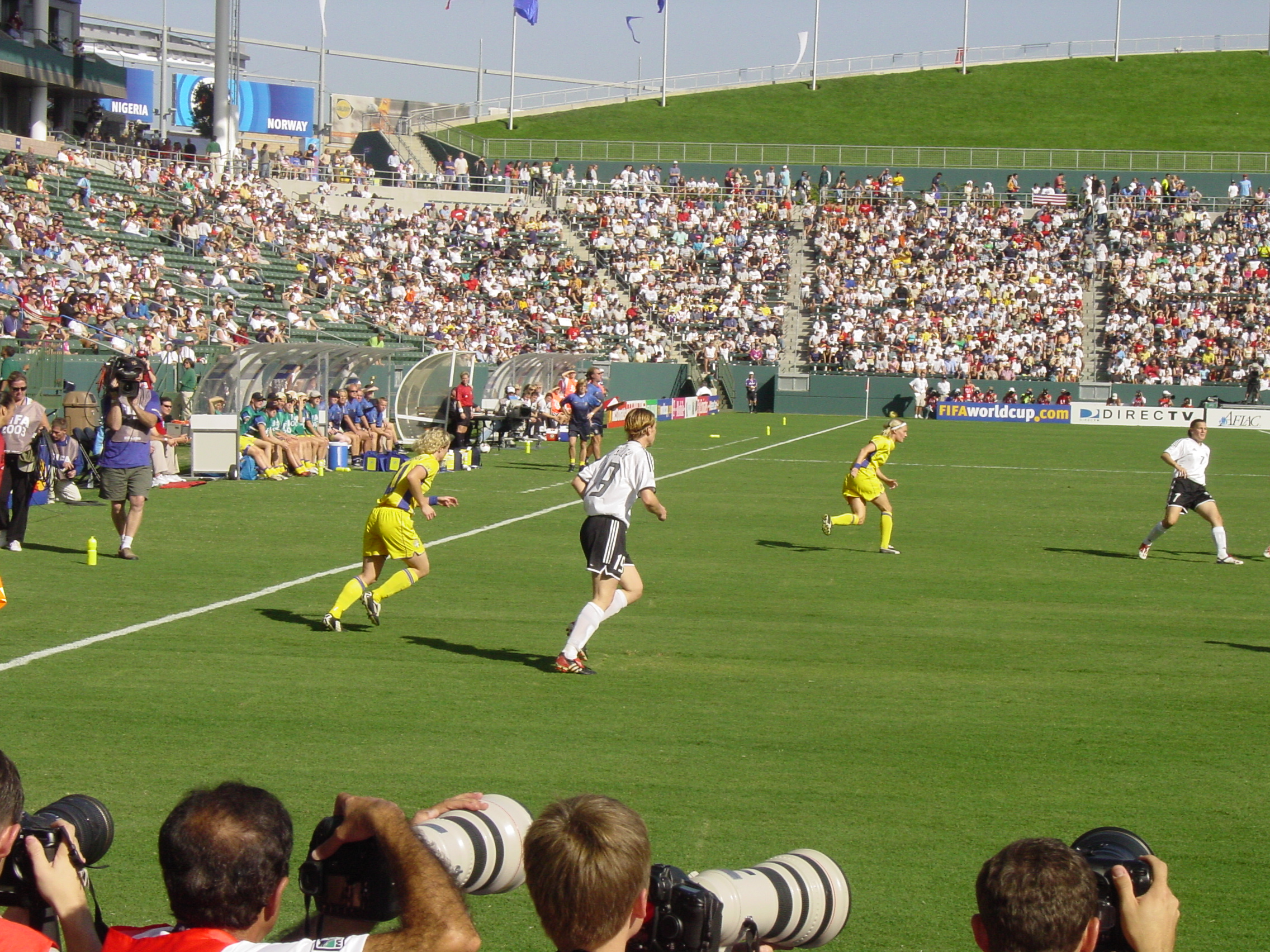
Tyskland besegrar Sverige vid gruppspelet i VM i USA.

| Datum        | Spelplats                  |                        |           | Resultat                       | Typ av match      |
| ------------ | -------------------------- | ---------------------- | --------- | ------------------------------ | ----------------- |
| 26 januari   | Canberra                   | Mexiko                 | Sverige   | 1 – 1                          | Träningsturnering |
| 29 januari   | Canberra                   | Sverige                | Sydkorea  | 8 – 0                          | Träningsturnering |
| 1 februari   | Canberra                   | Australien             | Sverige   | 1 – 3                          | Träningsturnering |
| 14 mars      | Olhão                      | Sverige                | Norge     | 1 – 1                          | Algarve Cup 2003  |
| 16 mars      | Ferreiras                  | Kanada                 | Sverige   | 1 – 1                          | Algarve Cup 2003  |
| 18 mars      | Vila Real de Santo António | Sverige                | USA       | 1 – 1                          | Algarve Cup 2003  |
| 20 mars      | Olhão                      | Finland                | Sverige   | 0 – 5                          | Algarve Cup 2003  |
| 18 april     | Kalmar                     | Sverige                | Schweiz   | 6 – 0                          | Kval till EM 2005 |
| 17 maj       | Solna                      | Sverige                | Italien   | 5 – 0                          | Kval till EM 2005 |
| 9 augusti    | Eskilstuna                 | Sverige                | Finland   | 2 – 1                          | Kval till EM 2005 |
| 7 september  | Malmö                      | Sverige                | Danmark   | 3 – 1                          | Träningsmatch     |
| 15 september | Washington                 | Kina                   | Sverige   | 2 – 2                          | Träningsmatch     |
| 21 september | Washington                 | USA                    | Sverige   | 3 – 1                          | VM 2003           |
| 25 september | Philadelphia               | Sverige                | Nordkorea | 1 – 0                          | VM 2003           |
| 28 september | Columbus                   | Sverige                | Nigeria   | 3 – 0                          | VM 2003           |
| 1 oktober    | Foxboro                    | Sverige                | Brasilien | 2 – 1                          | Kf VM 2003        |
| 5 oktober    | Portland                   | Kanada                 | Sverige   | 1 – 2                          | Sf VM 2003        |
| 12 oktober   | Carson                     | Tyskland               | Sverige   | 1 – 1, 2 – 1 efter golden goal | F VM 2003         |
| 15 november  | Belgrad                    | Serbien och Montenegro | Sverige   | 0 – 4                          | Kval till EM 2005 |